# 訃報 2007年7月
訃報 2007年7月（ふほう 2007ねん7がつ）では、2007年7月中に物故した、又は物故が報じられた人物についてまとめる。

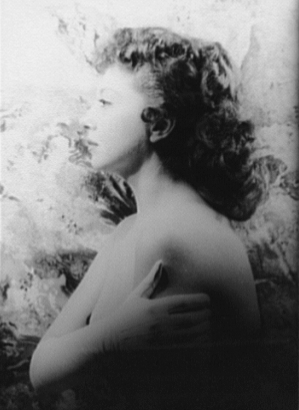
ビヴァリー・シルズ／7月2日没

飯田深雪／7月4日没

宮本顕治／7月18日没

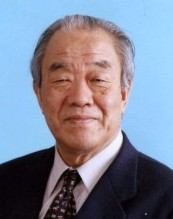
河合隼雄／7月19日没

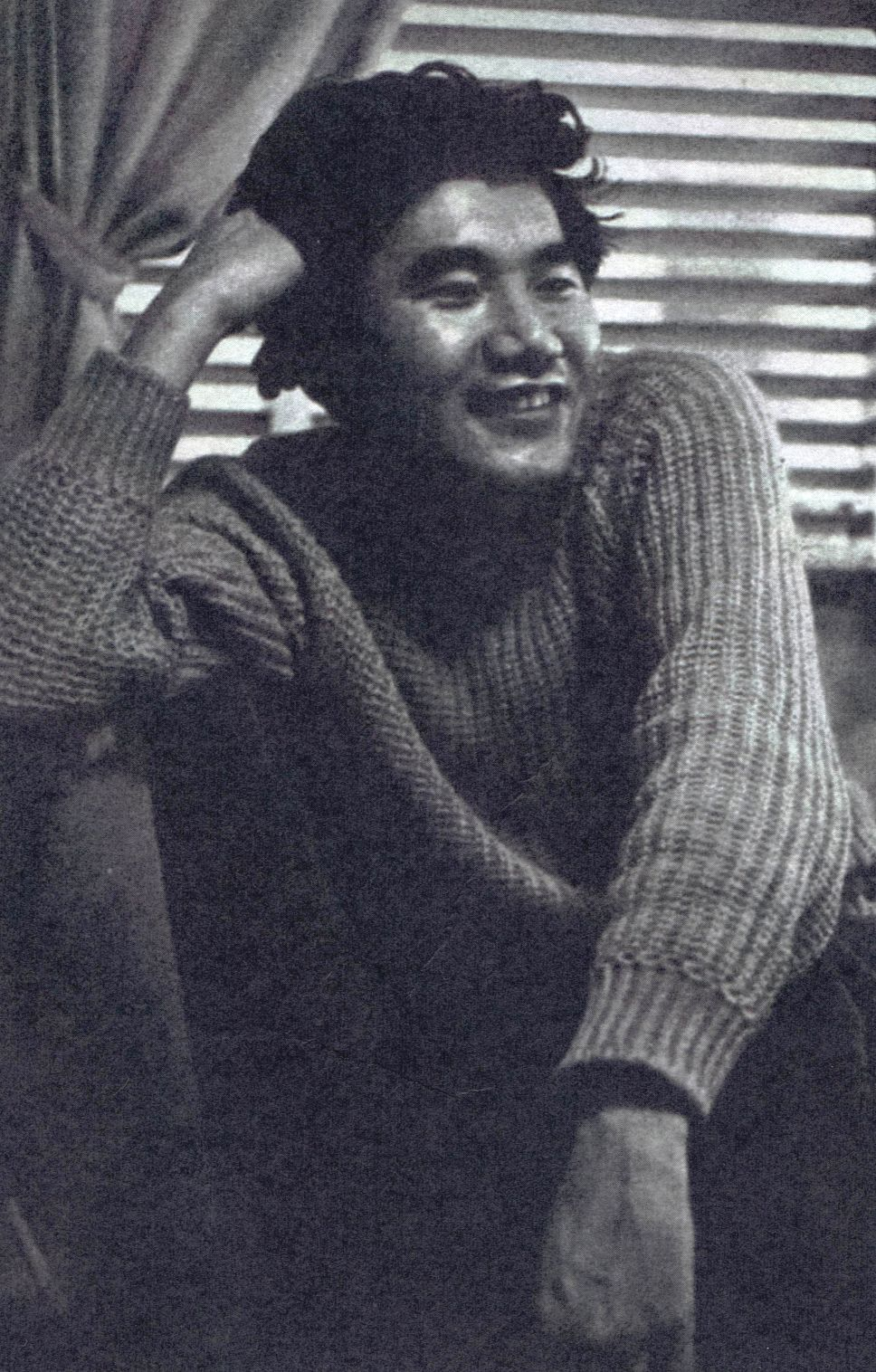
小田実／7月30日没

## （1日 - 15日）
- 7月2日 - ハイ・ザレット（Hy Zaret）、作詞家（* 1907年）
- 7月2日 - 日比野丈夫、歴史学者（* 1914年）
- 7月2日 - 伏見格之助、元大阪府東大阪市長（* 1919年）
- 7月2日 - ビヴァリー・シルズ、オペラ・ソプラノ歌手（* 1929年）
- 7月2日 - 一文字辰也、演歌歌手（* 1940年）
- 7月3日 - ブーツ・ランドルフ、サクソフォーン奏者（* 1927年）
- 7月4日 - 飯田深雪、料理研究家（* 1903年）
- 7月4日 - 児玉幸多、元学習院大学学長、元東京都江戸東京博物館館長（* 1909年）
- 7月4日 - ジョニー・フリゴ（Johnny Frigo）、ジャズヴァイオリニスト、ベーシスト（* 1916年）
- 7月5日 - ジョージ・メリー（George Melly）、ジャズ・ブルース歌手（* 1926年）
- 7月5日 - カーウィン・マシューズ（Kerwin Mathews）、俳優（* 1926年）
- 7月5日 - レジーヌ・クレスパン（Régine Crespin）、オペラ・ソプラノ歌手（* 1927年）
- 7月6日 - 柴谷光謹、元大阪府八尾市長（* 1939年）
- 7月6日 - 蔦行雄、元プロ野球選手（* 1938年）
- 7月6日 - キャスリーン・E・ウッディウィス、恋愛小説家（* 1939年）
- 7月8日 - チャンドラ・シェカール（Chandra Shekhar）、元インド首相（* 1927年）
- 7月8日 - 伊東かおる、漫談家（* 1948年）
- 7月8日 - 村上恵梨、タレント（* 1982年）
- 7月8日 - カルロス・アドリアーノ・デ・ジョス・ソアレス（アレモン）、サッカー選手（* 1984年）
- 7月8日 - 木村東道、書家（* 1935年）
- 7月8日 - ジェリー伊藤、俳優、ジャズ歌手（* 1927年）
- 7月9日 - チャールズ・レイン、俳優（* 1905年）
- 7月11日 - レディ・バード・ジョンソン、アメリカ合衆国の元ファーストレディ、リンドン・ジョンソン夫人（* 1912年）
- 7月11日 - アルフォンソ・ロペス・ミケルセン（Alfonso López Michelsen）、元コロンビア大統領（* 1913年）
- 7月12日 - 柴田武、言語学者（* 1918年）
- 7月12日 - 黒木靖夫、株式会社ソニー元取締役、ソニーウォークマン開発プロジェクトのリーダー（* 1932年）
- 7月13日 - 太田省吾、劇作家、演出家（* 1939年）
- 7月14日 - 広沢直樹、元衆議院議員（* 1931年）
- 7月14日 - ジョン・ファーガソン（John Ferguson Sr.）、カナダのアイスホッケー選手、ウィニペグ・ジェッツGM（* 1938年）
- 7月14日 - 谷川明美、元東海ラジオ放送アナウンサー（* 1966年）
- 7月15日 - 中林仁良[1]、元丸物社長、京都近鉄百貨店会長、近鉄百貨店取締役相談役（* 1919年）
- 7月15日 -鏡味次郎、太神楽曲芸師（* 1932年）

## （16日 - 31日）
- 7月16日 - 成瀬映山、書家、文化功労者（* 1920年）
- 7月16日 - ドミトリー・プリゴフ（Dmitri Prigov）、詩人（* 1940年）
- 7月17日 - 股野景親、外交官、公正取引委員会委員（* 1935年）
- 7月18日 - 宮本顕治、元日本共産党中央委員会議長（* 1908年）
- 7月18日 - ジェリー・ハドリー（Jerry Hadley）、テノール歌手（* 1952年）
- 7月19日 - 河合隼雄、心理学者、第16代文化庁長官（* 1928年）
- 7月20日 - カイ・シーグバーン、物理学者、ノーベル物理学賞受賞者（* 1918年）
- 7月20日 - タミー・フェイ・メスナー（Tammy Faye Messner）、テレビ伝道師（* 1942年）
- 7月22日 - ジャン・スタブリンスキ、自転車競技選手（* 1932年）
- 7月22日 - ラズロ・コヴァックス（László Kovács）、撮影監督（* 1933年）
- 7月22日 - ウルリッヒ・ミューエ、俳優（* 1953年）
- 7月23日 - ザーヒル・シャー、元アフガニスタン国王（* 1914年）
- 7月23日 - ジョージ・タボリ（George Tabori）、作家、映画監督（* 1914年）
- 7月23日 - 青木啓、音楽評論家（* 1929年）
- 7月23日 - キラー・トーア・カマタ、プロレスラー（* 1937年）
- 7月24日 - アルバート・エリス、臨床心理学者、論理療法創始者（* 1913年）
- 7月26日 - ラーシュ・フォシェッル（Lars Forssell）、作家、スウェーデン・アカデミー会員（* 1928年）
- 7月27日 - 若林繁太、教育評論家（* 1925年）
- 7月27日 - 薄井清、作家（* 1930年）
- 7月27日 - 横地由松、元プロ野球選手（* 1939年）
- 7月28日 - 三田勝茂、株式会社 日立製作所元会長（* 1924年）
- 7月28日 - カール・ゴッチ、プロレスラー（* 1924年）
- 7月29日 - ミシェル・セロー、俳優（* 1928年）
- 7月29日 - 高橋直、元調教師（* 1925年）
- 7月30日 - ミケランジェロ・アントニオーニ、映画監督（* 1912年）
- 7月30日 - 渡辺護、音楽評論家（* 1915年）
- 7月30日 - イングマール・ベルイマン、映画監督（* 1918年）
- 7月30日 - 犀川一夫、国立療養所沖縄愛楽園名誉園長（* 1918年）
- 7月30日 - ビル・ウォルシュ、アメリカンフットボール監督（* 1931年）
- 7月30日 - 小田実、作家（* 1932年）
- 7月30日 - 丹野毅、日立化成工業株式会社元会長（* 1935年）